# Alf Torp
Alf Torp (født 27. september 1853 i Stryn, død 26. september 1916 i Kristiania) var en norsk sprogforsker.
Torp blev student 1871, professor i sammenlignende sprogvidenskab og sanskrit 1894. Han var elev af Sophus Bugge og, under et studieophold i Leipzig 1878—80, af Georg Curtius. Ved Leipzigs Universitet tog han doktorgraden med afhandlingen Die Flexion des Pali in ihrem Verhältnisse zum Sanskrit (Kristiania 1881). Af større arbejder kan nævnes Den græske Nominalflexion (Kristiania1890), Beiträge zur Lehre von den geschlechtlosen Pronomen in den indogermanischen Sprachen (Kristiania 1888) samt de i forening med professor Hjalmar Falk udgivne Dansk-norskens lydhistorie med særlig hensyn paa orddannelse og bøining (1898), Dansknorskens syntax i historisk fremstilling (1900), Etymologisk ordbog over det norske og det danske sprog (1901—06) og Wortschatz der germanischen Spracheinheit (i Ficks Vergleichendes Wörterbuch); den sammen med Marius Hægstad udgivne Gamal-norsk ordbok med nynorsk tydning (1905—09); og endelig Nynorsk etymologisk ordbok (1919 ff.). Torp har med forkærlighed beskæftiget sig med studiet af oldtidens lilleasiatiske sprog, frygisk, lykisk, karisk etc., samt etrurisk og herom skrevet forskellige afhandlinger, dels i Det Kongelige Norske Videnskabers Selskabs skrifter, dels i tyske tidsskrifter. Blandt disse kan nævnes Lykische Beiträge, I—IV (Kristiania 1898 ff.), Etruskische Beiträge, I—II (Leipzig 1902 ff.), Etruscan Notes (Kristiania 1905), Die vorgriechische Inschrift von Lemnos (Kristiania 1903). Torp var en udmærket latiner og skrev latinske vers med fin smag og ægte poetisk følelse. Et udvalg af disse digte er udgivne under titlen A. Turpilii poemata pauca (Kristiania 1896). Hans digteriske sans fremtræder også i oversættelsen af Sophokles' Antigone (Kristiania 1886). Torp deltog endvidere i diskussionen om norske sprog- og kulturforhold med bidrag i Samtiden og i Times.